# Altrimenti ci arrabbiamo (programma televisivo)
Altrimenti ci arrabbiamo è stato un programma televisivo italiano andato in onda in prima serata su Rai 1 dal 6 aprile al 4 maggio 2013 per quattro puntate con la conduzione di Milly Carlucci.
Il programma è stato l'adattamento italiano del talent Born to Shine, format britannico andato in onda su ITV nel 2011.

## Il programma
Il talent prevedeva una gara fra dieci vip che dovevano impegnarsi nell'imparare a praticare varie discipline (break dance, wushu, ginnastica ritmica, tap fusion, hip hop, beat box, rap, percussioni, batteria e rock band) grazie all'aiuto dei propri tutor. Questi ultimi sono stati dieci talentuosi adolescenti, di età compresa tra i nove e i diciotto anni, che avevano il compito di insegnare al proprio partner vip a praticare la propria disciplina.
Ogni settimana le dieci coppie si esibivano sul proprio cavallo di battaglia preparato in settimana per poi essere sottoposti al giudizio di una giuria composta da tre elementi fissi più un superospite e a quello del pubblico da casa attraverso il televoto. I voti venivano sommati al parere del coach, determinando così la classifica della settimana.
Ogni settimana si ripartiva poi dal risultato accumulato nelle puntate precedenti arrivando poi alla coppia vincitrice che veniva decretata all'ultima puntata. Il "baby" coach che ha vinto ha avuto la possibilità di prendere parte ad uno stage all'estero e perfezionarsi nella propria disciplina.
| Edizioni | Periodo       | Periodo       | Puntate | Conduzione     | Regia       | Studio di messa in onda                 |
| Edizioni | Inizio        | Fine          | Puntate | Conduzione     | Regia       | Studio di messa in onda                 |
| -------- | ------------- | ------------- | ------- | -------------- | ----------- | --------------------------------------- |
| 1°       | 6 aprile 2013 | 4 maggio 2013 | 4       | Milly Carlucci | Luca Alcini | Auditorium Rai del Foro Italico di Roma |

## Cast

### Allievi
- Amadeus
- Attilio Romita
- Gabriele Rossi
- Gianfranco Vissani
- Maria Grazia Cucinotta
- Nicoletta Romanoff
- Nino Frassica
- Pablo Espinosa
- Simone Corrente
- Tania Cagnotto

### Giuria
- Teresa Mannino
- Cristina Parodi
- Ricky Tognazzi

### Professori
- Alessandro Cavalieri - batterista - 9 anni
- Mattia Vanin - breaker - 12 anni
- Pietro Iossa - insegnante di beat box - 16 anni
- Rayan Ramfar - rapper - 17 anni
- Baby Rock Band - musicisti - tra gli 11 e 14 anni
- Funkyds - ballerini - tra i 9 e 13 anni
- Lara Paolini - ginnastica ritmica
- Aurora Giammarioli - tip tap
- Bungt Bangt & Friends - percussioni
- Noemi Franco - wushu

## Ospiti
| Puntata | Ospite              | Favorito        |
| ------- | ------------------- | --------------- |
| 1       | Bud Spencer         | Simone Corrente |
| 2       | Michael Bublé       | Attilio Romita  |
| 3       | Max Giusti          |                 |
| 4       | Giovanni Trapattoni |                 |

## Puntate
Legenda
- Promossi da Cristina Parodi
- Promossi da Teresa Mannino
- Promossi da Ricky Tognazzi
- Rimandati
- Promossi dall'ospite di puntata
- Rimandati dall'ospite di puntata
- Riammessi dopo l'esame di riparazione

- Non superano l'esame di riparazione
- Vincitore della semifinale. Accede direttamente allo spareggio con i due concorrenti meglio classificati in finale
- Accedono allo spareggio con il vincitore della semifinale
- Migliore allievo dell’anno deciso dai professori
- Vincitore

| Allievi | Allievi              | Gabriele Rossi | Pablo Espinosa | Tania Cagnotto | Gianfranco Vissani | Amadeus      | Nicoletta Romanoff | Simone Corrente | Attilio Romita        | Nino Frassica        | Maria Grazia Cucinotta |
| Professori | Professori           | Noemi Franco   | Funkyds        | Mattia Vanin   | Aurora Giammarioli | Pietro Iossa | Lara Paolini       | Rayan Ramfar    | Bungt Bangt & Friends | Alessandro Cavalieri | Baby Rock Band         |
| 6/4 | 1ª manche            | N.D.           | N.D.           |                | N.D.               |              |                    | N.D.            |                       |                      | N.D.                   |
| 6/4 | 2ª manche            |                |                | N.D.           |                    | N.D.         | N.D.               |                 | N.D.                  | N.D.                 |                        |
| 6/4 | Bud Spencer          | N.D.           | N.D.           | N.D.           | N.D.               | N.D.         | N.D.               |                 |                       |                      |                        |
| 6/4 | Classifica puntata   | 1              | 3              | 2              | 5                  | 7            | 4                  | 6               | -                     | -                    | -                      |
| 13/4 | 1ª manche            | N.D.           |                | N.D.           |                    |              |                    | N.D.            | N.D.                  | N.D.                 | N.D.                   |
| 13/4 | Esame di riparazione | N.D.           | N.D.           | N.D.           | N.D.               | N.D.         | N.D.               | N.D.            |                       |                      |                        |
| 13/4 | 2ª manche            |                | N.D.           |                | N.D.               | N.D.         | N.D.               |                 | N.D.                  |                      | N.D.                   |
| 13/4 | Michael Bublé        | N.D.           | N.D.           | N.D.           | N.D.               | N.D.         |                    |                 |                       | N.D.                 |                        |
| 13/4 | Classifica puntata   | 2              | 1              | 3              | 6                  | 5            | -                  | -               | 4                     | 7                    | -                      |
| 27/4 | Esame di riparazione | N.D.           | N.D.           | N.D.           | N.D.               | N.D.         |                    |                 | N.D.                  | N.D.                 |                        |
| 27/4 | Manche unica         |                |                |                |                    |              | -                  | -               |                       |                      |                        |
| 27/4 | Classifica puntata   | 2              | 1              |                |                    |              | -                  | -               |                       |                      |                        |
| 4/5 | Esame di riparazione | N.D.           | N.D.           | N.D.           | N.D.               | N.D.         |                    |                 | N.D.                  | N.D.                 |                        |
| 4/5 | 1ª manche            |                |                |                |                    |              | -                  |                 |                       |                      | -                      |
| 4/5 | Finale               |                |                | Vincitore      | -                  | -            | -                  | -               | -                     | -                    | -                      |
| --- | -------------------- | -------------- | -------------- | -------------- | ------------------ | ------------ | ------------------ | --------------- | --------------------- | -------------------- | ---------------------- |
| N/A indica che i concorrenti non si sono esibiti durante la manche o non sono stati sottoposti al giudizio dell'ospite di puntata in quanto già promossi dalla giuria |                      |                |                |                |                    |              |                    |                 |                       |                      |                        |

## Ascolti
| Puntata | Messa in onda  | Telespettatori | Share  |
| ------- | -------------- | -------------- | ------ |
| 1       | 6 aprile 2013  | 4.004.000      | 17,36% |
| 2       | 13 aprile 2013 | 2.923.000      | 13,12% |
| 3       | 27 aprile 2013 | 2.630.000      | 11,29% |
| 4       | 4 maggio 2013  | 2.782.000      | 12,00% |
|         | Media Auditel  | 3.084.000      | 13,44% |